# كوروت-6b
COROT-6b (بالإنجليزية: COROT-6b)‏ الذي يرمز له بالرمز CoRoT-6b، هو كوكب خارج المجموعة الشمسية، في كوكبة الحواء، يتبع CoRoT-6 ‏.

## الاكتشاف
اكتشف في 2 فبراير 2009.